# Dis (mytologi)
Dis, Dis pater eller Dispater (latin ”den rike fadern") var i romersk mytologi underjordens främste gud. År 249 f.Kr. infördes enligt anvisningar i De sibyllinska böckerna från Tarentum en fest i Rom för Dis och gudinnan Proserpina med offerriter som var helt tagna från de grekiska. Festen, som även innehöll lekar eller spel, kallades Tarentini ludi och skulle hållas vart hundrade år på en plats på Marsfältet, benämnd Tarentum.   
Dis pater kom att likställas med och bli en synonym för den grekiske rikedomsguden Pluton från vilken han fått sitt namn och väsen. 

## Källhänvisningar
- "Pluton". NE.se. Läst 27 oktober 2014.
- Salmonsens konversationsleksikon
- Tarentini ludi  i Nordisk familjebok (andra upplagan, 1919)